# Busta Flex
Pour son album, voir Busta Flex (album).
Pour les articles homonymes, voir Busta, Flex et François.
Ne doit pas être confondu avec François Valéry.
Busta Flex, de son vrai nom Valéry François, né le 30 septembre 1977 à Soisy-sous-Montmorency, dans le Val-d'Oise, est un rappeur français. Au début de 1997, il publie l'EP Kick avec mes Nike au label Sauce Production, puis participe à la célèbre compilation L432. L'année suivante, en 1998, il publie son premier album homonyme, produit par Kool Shen, du groupe Suprême NTM. Avec ce dernier et le producteur Zoxea, il fonde en 1998 le collectif IV My People qu'il quitte un an plus tard pour se consacrer sur sa carrière solo.
En 2000, il publie sans grande promotion son deuxième album, Sexe, violence, rap et flooze, qui est suivi en 2002 de son troisième album, Eclipse. En 2006, il publie son quatrième album intitulé La Pièce maîtresse, puis en 2008 le deuxième volet de son album Sexe, violence, rap et flooze.
Il est considéré par la presse spécialisée et le grand public comme « le meilleur des freestylers français,. » Busta Flex maîtrise le freestyle improvisé avec aisance, et ses inspirations ultra new-yorkaises (Busta Rhymes et Redman notamment) lui donnent, pendant sa carrière, une technique de flow rapide et un placement de rimes et d'assonances rarissime dans le rap français des années 1990. En 2008, Busta Flex compte au total plus de 300 000 albums vendus en cinq albums.
En février 2019, il sort l'EP Moonrock.

## Biographie

### Jeunesse et débuts (1977-1996)
Valéry François est né le 30 septembre 1977 à Soisy-sous-Montmorency, dans le Val-d'Oise, et est originaire de la cité d'Orgemont à Épinay-sur-Seine, en Seine-Saint-Denis. Lors d'un entretien avec Le Parisien, Valéry en raconte un peu plus sur sa jeunesse : « J'ai eu une éducation assez stricte, avec des parents très protecteurs. Je ne sortais pas trop, mais c'était une bonne ambiance. Ce qui fait que je n'ai jamais vécu les moments assez hard de la vie en quartier. De l'école Jean-Jacques-Rousseau au collège Jean-Vigo, j'étais bon élève jusqu'au moment où je me suis lancé dans la musique. Une fois que j'ai rencontré le rap, ça a tout bouleversé. » Il a également une ascendance martiniquaise.
Valéry adopte le nom de scène Busta Flex, une contraction des noms des rappeurs américains Busta Rhymes et Funkmaster Flex. Il commence dans le hip-hop et le rap français en 1994, et forme le groupe « Original Blue Funk » avec son frère Jimi Hilife. Alors qu'il rappe en freestyle dans des soirées, il est repéré par Cut Killer qui l'invite lui et son frère sur sa mixtape Freestyle - La première K7 de rap français,, la toute première cassette freestyle de rap français, publiée en 1995.
En 1996, Busta Flex rencontre lors d'une soirée DJ Goldfingers, qui deviendra son disc jockey officiel pendant plusieurs années. Les deux hommes, qui se lient d'amitié, décident de travailler ensemble pour faire des scènes. La même année, Busta participe à la compilation Hip-Hop Soul Party 2 de Cut Killer,. Peu de temps après, il rencontre le rappeur Lone, par l'intermédiaire de Jimi Hilife. Les deux artistes s'entendent très bien, et ce dernier lui propose de participer à la conception de son album, avec des titres très en marge du hip-hop de l'époque, comme Les Skyzos ou Je représente ; cet album marque aussi les premières apparitions du jeune Sully Sefil.
Vers la fin de l'année 1996, Busta Flex et Lone sont invités dans l'émission Cut Killer Show de Radio Nova pour faire la promotion de leurs projets. Lors de l'émission, ils exécutent une session freestyle d'une vingtaine de minutes presque uniquement en improvisation. Au cours de ce freestyle, Busta Flex qui bloque un petit instant pour trouver une phrase choc à balancer, finira malencontreusement par lâcher une phrase polémique : « mon style rend tellement fou que même les musulmans en mangent du porc. » Des auditeurs mécontents viennent alors chercher des explications, et les insultes fusent. Au soir du 20 mars 1997, Busta Flex participe à un concert aux côtés de Lone avec la Sauce Production dans lequel se trouve également le groupe de rap originaire de Mantes la Jolie, Expression Direkt. Ces derniers ayant écouté les propos de Busta Flex, décident d’en découdre avec lui avant le concert. Lors de l’altercation, les personnes du label censées assurer la sécurité de l’artiste le laissent seul au milieu du groupe des Yvelines. C’est son grand frère qui calmera l’altercation. L'artiste décide par la suite de couper les ponts avec son label et finira par raconter cette histoire dans le morceau « Pourquoi? » présent sur son album « Busta Flex ».

### Busta Flex(1997-1998)
Début 1997, il publie le EP Kick avec mes Nike sur le label Sauce Production. Avec des membres du label, le rappeur part en tournée nationale afin de diffuser lui-même ses vinyles et d'en faire la promotion. Dans la même période, Busta Flex participe à la compilation L432 avec une chanson intitulée Le zedou. L432 regroupe des rappeurs et groupes comme Ideal J, Lunatic, Expression Direkt, Oxmo Puccino et Ärsenik. « Grâce à L432, les maisons de disques se sont encore plus intéressées à moi », confie-t-il.
Désormais sans label, Busta Flex rencontre par hasard dans les couloirs de Sony le rappeur Kool Shen, l'un des deux membres du groupe Suprême NTM,. Ce dernier s'entretient avec Busta Flex dans un bureau. Kool Shen, qui l'avait déjà entendu, vu sur scène et apprécié, lui propose de faire quelque chose qu'il n'avait encore jamais fait jusque-là : produire un artiste et en l'occurrence réaliser un album pour Busta Flex, qui accepte immédiatement. Busta choisit le label Warner, dans lequel il sera le seul rappeur et sur lequel il signe en juillet 1997. À partir de cet instant, les rappeurs enchaînent les séances de studio. « J’ai charbonné pour le sortir. J’avais pas de morceaux déjà prêts, à part Le zedou et Kick avec mes Nike. Il m’a laissé choisir mes instru. J’écrivais en studio ou dans ma chambre, je n’avais pas de cadre de travail fixe. [...] Au début, je n’avais aucune idée du travail en studio “sur la longueur”, j’enregistrais un titre ou deux et basta. J’ai dû apprendre à prendre mon temps, à ne pas courir, à articuler, écouter les avis des autres. Une rigueur qui m’a servi toute ma vie », explique-t-il.
Terminé le 24 décembre 1997, le premier album homonyme de Busta Flex est publié le 3 février 1998. Avec des titres comme J'fais mon job à plein temps (sorti en single et video clip), Pourquoi ? (morceau qui fait référence à ce qui lui est arrivé le 20 mars 1997 et sorti en single et clip également), Ma force, Yeah Yeah Yo, Majeur, 1 pour la basse avec Zoxea des Sages Poètes De La Rue en featuring, et Esprits mafieux, avec en featuring Oxmo Puccino et J-Mi Sissoko ou encore Freestyle Session avec Suprême NTM et une nouvelle fois Zoxea en featuring, l'album est un succès et devient un an plus tard disque d'or, avec plus de 100 000 exemplaires vendus,.

### IV My People (1998-1999)
Pendant la réalisation de son premier album, Busta Flex présente Zoxea à Kool Shen, l'un de ses amis qui est auteur-compositeur-interprète. Les trois rappeurs collaborent ensemble en studio pour le premier album de Busta Flex, puis rapidement sur le quatrième album de Suprême NTM. Au fil des séances studio, le trio qui se retrouve souvent s'entend très bien à la fois humainement et artistiquement parlant et une alchimie se crée. Les trois rappeurs ont alors l'idée de créer un collectif les regroupant tous les trois. Ils fondent alors IV My People au début de l'année 1998, avec à sa tête Kool Shen. Au mois d'avril, Kool Shen et Joey Starr sortent leur très attendu album Suprême NTM, et annoncent une tournée dans toute la France appelée la 93 Party. Busta Flex et Lord Kossity sont conviés à réaliser les premières parties du groupe et le plus jeune artiste propose à Zoxea (notamment pour faire le titre 1 pour la basse) et Sully Sefil (pour faire ses backs) de rejoindre la fête, proposition qu'ils accepteront. C'est avec eux et DJ James, DJ Naughty J, ainsi que DJ Goldfingers, qu'il enchaîne les scènes dans tout le pays. Au début de l'été, le trio IV My People réalise un titre avec à ses côtés Lord Kossity et Joey Starr. Le titre tout simplement appelé IV My People qui est clippé, sort sur le single et maxi homonyme et devient dès lors la carte de présentation et l'hymne du collectif.
En automne 1998, le Suprême NTM, qui termine sa glorieuse tournée depuis plusieurs mois, réitère l'opération. Contrairement à la 93 Party qui était composée de soirées divisées en concerts des rappeurs suivies d'un show des DJs jusqu'au bout de la nuit, le NTM Tour 98 est une tournée exclusivement de concerts. Busta Flex participe également à cette tournée, qui se voit attribuer comme titre final pour chaque scène le fameux hymne du collectif, IV My People. Au même moment, Zoxea invite Busta Flex sur un titre qui sortira en single le décembre de cette même année 1998, et qui deviendra un morceau phare du rap français : La ruée vers le roro (titre qui a d'ailleurs été interprété sur scènes par les deux artistes lors du NTM Tour 98 soit quelque temps avant sa sortie officielle). Assurant les premières parties des concerts de la tournée, Busta Flex est pourtant absent lors du célèbre concert filmé de NTM au Zénith de Paris le 24 novembre pour cause d'angine. Le rappeur qui eut une extinction de voix ce jour-là était alors incapable de se produire sur scène le soir et dut rester chez lui pour se reposer. Busta Flex avouera avoir été dévasté de ne pas pouvoir participer à ce concert, et que ce moment, bien qu'involontaire, est l'un des plus gros regrets de toute sa carrière.
En 1999, les choses deviennent de plus en plus sérieuses pour le collectif IV My People. En janvier, le collectif sort une mixtape, IV My People Vol.1, suivie quelques mois plus tard d'une deuxième, IV My People Vol.2. De son côté, Busta Flex publie deux autres mixtapes Busta Flex Mixtape Volume 1 et Busta Flex Original Mixtape Volume 2 : Tout c'que J'M qu'il mixe lui-même. Accompagné de Kool Shen et Zoxea, Busta Flex participe à la IV My People Party qui reprend le même principe que la 93 Party mais avec cette fois-ci uniquement les artistes de IV My People. Il sort ensuite avec tout le collectif un maxi Donne-moi Des Beats Fats avec le groupe Serum qui intègre le collectif. Les choses avancent bien pour le collectif qui tend de plus en plus à devenir un label. Toutefois, à la fin de l'été, Busta Flex décide de quitter IV My People car il déclare ne pas pouvoir s'exprimer comme il veut. En effet, le rappeur se retrouvait extrêmement limité en ce qui concerne les featurings et les apparitions sur compilations et autres projets car Kool Shen posait la plupart du temps son veto. De plus, Busta Flex souhaite réaliser un deuxième album mais ayant sorti un album seulement un an auparavant et étant désormais dans la lumière, il n'était pas considéré comme la priorité du groupe contrairement aux nouvelles recrues Serum et Salif. Busta Flex lance dès lors sa carrière en solo.

### Sexe, violence, rap et flooze(2000-2001)
L'artiste réalise alors une nouvelle mixtape, Busta Flex présente Parabellum Mission. À cette période, Busta Flex qui se rapproche du collectif de Joey Starr B.O.S.S est très proche du groupe d'un de ses potes : Comité de brailleurs. Il décide de les produire en commençant par réaliser un maxi. Busta Flex clôture alors l'année en sortant le maxi Parabellum Mission sur lequel on retrouve le titre éponyme en face A et le titre Tous des choses à dire en face B.
En 2000, il publie sans grande promotion son deuxième album, Sexe, violence, rap et flooze produit par le B.O.S.S, Niro des 2neg', DJ James, Sulee B Wax et lui-même. L'album compte 70 000 exemplaires vendus. Un seul maxi, Black (avec en face B le morceau Hip Hop Forever), en est extrait et aucun titre n'est clippé et réellement diffusé en radio. L'album, assez sombre et très court (neuf titres plus un bonus) ne connaît donc pas un aussi grand succès commercial que le premier. Toutefois, le public est quand-même au rendez-vous ce qui permet à l'opus de se vendre autour de 90 000 exemplaires et donc de frôler le disque d'or.

### Eclipse(2002-2007)
Busta Flex publie son troisième album, Eclipse, en 2002, qui contient le single Nuff Respect. L'album, vendu à environ 80 000 exemplaires, est teinté de touches electro marque pour le coup une grosse différence au niveau des sonorités par rapport à ses projets précédents. Nuff Respect passe à la radio et à la télévision. Busta, qui continue de connaître un certain succès, participe à l'Urban Peace, évènement qui rassemble une cinquantaine de rappeurs au stade de France pour un énorme concert de plus de cinq heures, filmé puis publié en formats CD et DVD. En parallèle avec ce dernier album, Busta Flex participe à la bande originale du film Taxi 3, sortie en 2003 avec un titre intitulé Qu'est-c'tu fous cette nuit ? avec Humphrey. Il participe également plusieurs fois en featuring aux albums du groupe Fatale Clique, originaire de Bondy, et collabore beaucoup avec le rappeur Horseck.
Pendant quatre ans, entre 2002 et 2006, Busta Flex ne sort aucun projet. Ceci est en grande partie dû à la restructuration des équipes dans sa maison de disque. Le rappeur qui avait prévu de sortir un album vers 2004 se retrouve bloqué par le nouveau personnel qui n'apprécie pas réellement le travail de l'artiste, et qui voulait plutôt l'orienter vers une certaine tendance. Toutefois, le MC, ne se laissant pas faire, entre en conflit avec la production. Finalement, voyant qu'il ne restait plus qu'un seul album que Busta Flex devait fournir à la maison disque, le personnel lui laisse faire ce qu'il voulait sans réellement se soucier de sa promotion. Busta Flex fait alors son grand retour le 3 juillet 2006 avec La Pièce maîtresse, qui fait participer Sully B Wax, et qui contient 17 chansons dont le single J'me fais rare,. Malgré un Planète Rap, cet album qui n'aura droit à aucun clip ne connaît pas de succès commercial. À la suite de cet opus, Busta Flex termine son contrat avec Warner et quitte la maison de disque.

### Sexe, violence, rap et flooze Vol.2(2008-2013)
En 2008, il participe avec de nombreux artistes tels que Lord Kossity, Zoxea, Jeff Le Nerf ou encore Nathy Boss à la tournée du Suprême NTM marquant leur retour, dix ans après leurs dernières scènes communes. Comme à l'époque, l'équipe des années 1990 sillonnent la France pour effectuer un assez grand nombre de concerts. La tournée est marquée par cinq grosses scènes à Bercy. Busta Flex annonce ensuite par le morceau Tu n'as pas pied son cinquième album considéré comme une suite du deuxième, Sexe, violence, rap et flooze Vol.2, publié le 10 novembre 2008 et produit par Madizm.
Un peu plus de trois ans après son dernier opus, Busta Flex collabore de nouveau et ce, plus de dix ans après leur dernier morceau en commun, avec son ancien compère de IV My People, Zoxea, sur le titre C'est nous les reustas, ayant eu un important succès d'estime, sur l'album solo du rappeur des Sages poètes de la rue Tout dans la tête sorti le 19 mars 2012. Un mois après, Busta Flex sort le 30 avril 2012 une mixtape de 22 titres nommée Flextape 93.8, composée pour la plupart d'instrumentales réalisées par le rappeur d'Épinay-sur-Seine, et de quelques faces B. Cette mixtape inclut des sons comme Imposteur, Busta Story ou encore Fast Slow où il renvoie l'appareil à Zoxea en l'invitant sur ce morceau.
Une nouvelle mixtape de l'artiste intitulée Flextape 2 devait voir le jour en 2013 mais le projet n'est pas sorti.

### Soldat(depuis 2014)
Le 24 novembre 2014, Busta Flex sort un EP/Maxi nommé Soldat composé de quatre titres dont un remix du titre éponyme, de deux instrumentales et deux acapellas. Le remix de Soldat voit rassemblée pour la première fois depuis plus de 15 ans sur un disque l'équipe IV My People originelle: Busta Flex, Zoxea, Kool Shen ainsi que Lord Kossity, et ce pour le plaisir de beaucoup. Le son qui est clippé accompagne la sortie du projet de Busta Flex.
Le EP Soldat disponible sur les plateformes de téléchargements légales a également été pressé en 500 exemplaires vinyles.

## Discographie

### Albums studio
- 1997 : Kick avec mes Nike (EP) [12]
- 1998 : Busta Flex (album)
- 2000 : Sexe, violence, rap et flooze
- 2002 : Eclipse
- 2006 : La Pièce maîtresse
- 2008 : Sexe, violence, Rap & flooze Vol.2
- 2014 : Soldat
- 2019 : Moonrock
- 2021 : C pas sérieux

### Mixtapes
- 1999 : Busta Flex Mixtape Vol.1
- 1999 : Busta Flex Original Mixtape Vol.2 : Tout C'Que J'M
- 1999 : Busta Flex présente Parabellum Mission
- 2012 : Flextape 93.8
- 2019 : Flex Ta Tape Mixé par DJ MASTER MIKE

### Apparitions
- 1995 : Original Blue Funk - 1 pour les aigües, sur la mixtape Freestyle - La première K7 freestyle de rap français
- 1996 : Busta Flex - Style Gratuit, sur la mixtape Hip-Hop Soul Party 2 de Cut Killer
- 1996 : Busta Flex et Shankhane - C'est Moi Qui Paie, sur la mixtape Hip-Hop Soul Party 2 de Cut Killer
- 1996 : Lone feat. Busta Flex - Les skyzos, sur l'album éponyme de Lone
- 1996 : Lone feat. Busta Flex - Grande dédicace, sur l'album éponyme de Lone
- 1996 : Lone feat. Busta Flex - Cool dans la place, sur l'album éponyme de Lone
- 1996 : Lone feat. Busta Flex - Je représente, sur l'album éponyme de Lone
- 1996 : Lone feat. Busta Flex & Sully Sefil - Les apaches, sur l'album éponyme de Lone
- 1996 : Lone feat. Busta Flex - Tricard, sur l'album éponyme de Lone
- 1996 : Lone feat. Busta Flex - Lone mac do mic, sur l'album éponyme de Lone
- 1996 : Dontcha feat. Busta Flex - Freestyle sur la mixtape Dontcha Flex Volume 2 de Dontcha
- 1997 : Busta Flex - Le zedou, sur la compilation L 432
- 1997 : Busta Flex - Rappeur lover, sur la mixtape What's the flavor DJ Poska #24 de DJ Poska
- 1997 : Busta Flex - Freestyle, sur la mixtape What's the flavor DJ Poska #25 de DJ Poska
- 1997 : Koalition feat. Busta Flex - Eah Koi (Keskya), sur la compilation My Definition Of Hip-Hop vol. 1 de DJ Enuff
- 1997 : Dontcha feat. Busta Flex, Mass & La Vipère - Freestyle sur la mixtape Dontcha Flex Volume 3 de Dontcha
- 1998 : Suprême NTM feat. Busta Flex & Mass - Hardcore sur le beat sur l'album éponyme de Suprême NTM
- 1998 : Busta Flex - Intro sur la face B de la mixtape de MOD Colis suspect
- 1998 : Lord Kossity feat. Busta Flex - Koss sur la mixtape de Lord Kossity Phenomenal
- 1998 : Lord Kossty feat. Busta Flex, JoeyStarr & Daddy Mory - For My People Crew sur la mixtape de Lord Kossity Phenomenal
- 1998 : Lord Kossity feat. Busta Flex, JoeyStarr, Daddy Mory & Yaniss Odua - Freestyle sur la mixtape de Lord Kossity Phenomenal
- 1998 : Zoxea feat. Busta Flex - La ruée vers le roro sur le maxi de Zoxea, La ruée vers le roro
- 1999 : Zoxea feat. Busta Flex - La ruée vers le roro sur l'album de Zoxea, À mon tour d'briller
- 1999 : Alibi Montana feat. Busta Flex - Alibi & Busta Flex sur l'album d'Alibi Montana T'as ma parole
- 1999 : K-Pone feat. Sully Sefil, Mic Tony, Busta Flex & Kohndo - Sous le signe du zodiak sur le EP de K-Pone L'éveil
- 1999 : Comité de brailleurs feat. Busta Flex - Parabellum Mission sur le maxi de Comité de brailleurs Parabellum Mission
- 1999 : Comité de brailleurs feat. Busta Flex - Tous des choses à dire sur le maxi de Comité de brailleurs Parabellum Mission
- 2000 : Busta Flex feat. Comité de Brailleurs - Meurtre par écriture, sur la compilation Hostile 2000 Vol.1
- 2000 : Busta Flex - Black, sur la compilation Niroshima
- 2000 : Busta Flex & Sully Sefil - S & F sur la compilation de Cutee B Cutee B Style
- 2000 : Busta Flex feat. Comité de Brailleurs - Freestyle clando 2, sur la compilation Niroshima
- 2000 : Monsieur R feat. Busta Flex & Paul Kuan - Bon baiser de Juda sur l'album de Monsieur R, Anticonstitutionnellement
- 2001 : Busta Flex & Darria Reed - Can't Walk Away sur la compilation Kimberlite
- 2001 : Busta Flex & Lady Laistee - Demande-toi sur la mixtape de DJ Kost et DJ Goldfingers Double Face 3
- 2001 : Sully Sefil feat. Busta Flex - Pour mes ladies et mes sauss sur l'album de Sully Sefil, Sullysefilistic
- 2001 : Busta Flex & Disiz - Volte-face sur la compilation Première classe Vol.2
- 2001 : Busta Flex feat. Dadoo & Tandem - Sport de sang sur la compilation Mission suicide
- 2001 : Les spécialistes & Busta Flex - Rimeurs d'élite sur la mixtape de DJ Hostyl L'amour du risque
- 2001 : Fatale Clique feat. Busta Flex - Les lois de la rue sur l'album de Fatale Clique, Les lois de la rue
- 2001 : Busta Flex - Chela, sur la BO du film Yamakasi
- 2001 : Busta Flex - Fat beat fat flow, sur la BO du film Le boulet
- 2001 : Busta Flex feat. Akhenaton - J'ai plus d'air, sur la compilation Sad street
- 2001 : Ol' Kainry feat. Busta Flex, Lino, Le Rat Luciano & Passi - Qui veut Remix sur l'album d'Ol' Kainry, Au-delà des apparences
- 2003 : Les spécialistes & Busta Flex - Rimeurs d'élite sur la réédition de la mixtape de DJ Hostyl L'amour du risque
- 2003 : Busta Flex feat. Don Choa - Conquas sur la compilation Don't sleep 2
- 2003 : Busta Flex feat. Matt - Brule le score sur la B.O. du film Double zéro
- 2003 : Daddy Morry feat. Busta Flex - Ambiance sur l'album de Daddy Morry, Ma voix résonne
- 2003 : Busta Flex & Humphrey - Qu'est-ce tu fous cette nuit sur la B.O. du film Taxi 3
- 2004 : Kery James feat. Busta Flex, Le Rat Luciano, Lino, AP, Matt, Manu Key, Leeroy, Facteur X, Blacko etc. - Relève la tête sur la compilation Savoir & vivre ensemble
- 2004 : IMP feat. Busta Flex - It's all good sur l'album 1 pied dans l'biz d'IPM
- 2004 : Busta Flex feat. Horseck & Djam'L - Le son des gosses-bo, sur la B.O. du film Ong Bak
- 2004 : Busta Flex - Garde les yeux ouverts sur la B.O. du film RRRrrr!!!
- 2004 : Busta Flex - Business de cité sur la compilation Session freestyle
- 2005 : Busta Flex - Danger, sur la compilation  performance
- 2005 : Al Peco feat. Busta Flex - Cash flow, sur la compilation Génération t'1kiete
- 2005 : Busta Flex feat. Horseck - Freestyle sur la compilation 10 ans de Cut Killer
- 2006 : Fatale Clique feat. Busta Flex - 93 hall stars sur l'album 93 hall stars de Fatale Clique
- 2006 : Matt feat. Busta Flex - Brule le score sur l'album Phoenix de Matt
- 2006 : Busta Flex, Horseck & Moha - Ouais! mais c'est pas tout ça sur la compilation Attitudes sous latitude
- 2007 : Matchstick feat. Busta Flex - Cool ur jets, sur l'album Shock therapy de Matchstick
- 2008 : Sarrazin feat Kamelancien, Busta Flex et Kalash L'Afro - Freestyle sur l'album de Sarrazin Niktape
- 2008 :  D.Dy feat. Busta Flex - Allez viens sur l'album T'aimes ou t'aimes pas de D.Dy
- 2008 :  Lesly Ja feat. Djam L et Busta Flex - J'débarque sur l'album The Black Album de Lesly Ja
- 2009 : Canelason feat. Busta Flex, Dany Dan & Ol' Kainry - Mode de vie sur l'album de Canelason Hip-Hop Metis
- 2009 : Busta Flex - Pour la reconnaissance et le respect, sur la compilation Punchline street beat show
- 2009 :Hommage Michael Jackson. Busta Flex - Full feat
- 2010 : Dany Dan feat. Canelason, Busta Flex & Ol' Kainry - Mode de vie Remix sur le street album de Dany Dan À la régulière
- 2011 : Two Face Au Mic feat. S-Pi, Babali Show & Busta Flex - Clic Clac sur l'album L’œil du cyclone de Two Face Au Mic
- 2011 : Sir Samuel feat. Busta Flex - Carnaval sur l'album Gallery de Sir Samuel
- 2012 : Zoxea feat. Busta Flex - "C'est Nous Les Reustas" sur l'album Tout est dans la tête de Zoxea
- 2012 : Vicelow feat. Zoxea, Busta Flex, A2H, Jiddy Vybzz, Kenyon, Kohndo, Radikal MC, Dandyguel et Sir Samuel - Hip Hop Ninja Remix sur l'album BT2 Collector de Vicelow
- 2012 : Busta Flex, Kamnouze, Nathy Boss, James Izmad & Axess - Black Ink Story
- 2012 : Oxmo Puccino feat. Orelsan, Grec Frite, Busta Flex & Grödash - Le sucre pimenté (Remix)
- 2017 : Rentre dans le cercle-Episode 7 - Freestyle BBQ (Team piment)
- 2013
- 2013 : Busta Flex feat. Hornet - Paris si ça kick
- 2013 : Busta Flex - Marche arrière (sur la mixtape de Le Gouffre - Marche arrière)
- 2013 : Smoker feat. Busta Flex & Grödash - Favori (sur l'album Gangsta Muzic Volume 3 de Smoker)
- 2014 : Ol' Kainry & Dany Dan feat. Tito Prince, Busta Flex, Disiz & Lino Classic Shit (sur l'album d'Ol' Kainry & Dany Dan Saison 2)
- 2014 : Hornet la Frappe feat. Busta Flex - Lanyeince (sur l'EP Réussir ou mounir de Hornet La Frappe)
- 2014 : Jerry Kahn feat. Busta Flex - Recalage (sur Panne sèche la B.O. du film Qui met le coco ?)
- 2015 : Dandyguel feat. Busta Flex & Ol' Kainry Pas de question sur l'EP Ça graille de Dandyguel)
- 2015 : NONSENS feat. Busta Flex Dans le 1000 sur l'EP Persona Non Grata de NONSENS)
- 2018 : Busta Flex & Shone & Sofiane & Nakk Mendosa "Jay-Z" sur l'album "93 Empire" qui est un album commun des rappeurs du 93